# Plerogyra sinuosa
Plerogyra sinuosa là một loài san hô trong họ Euphyllidae. Loài này được Dana mô tả khoa học năm 1846.

## Hình ảnh

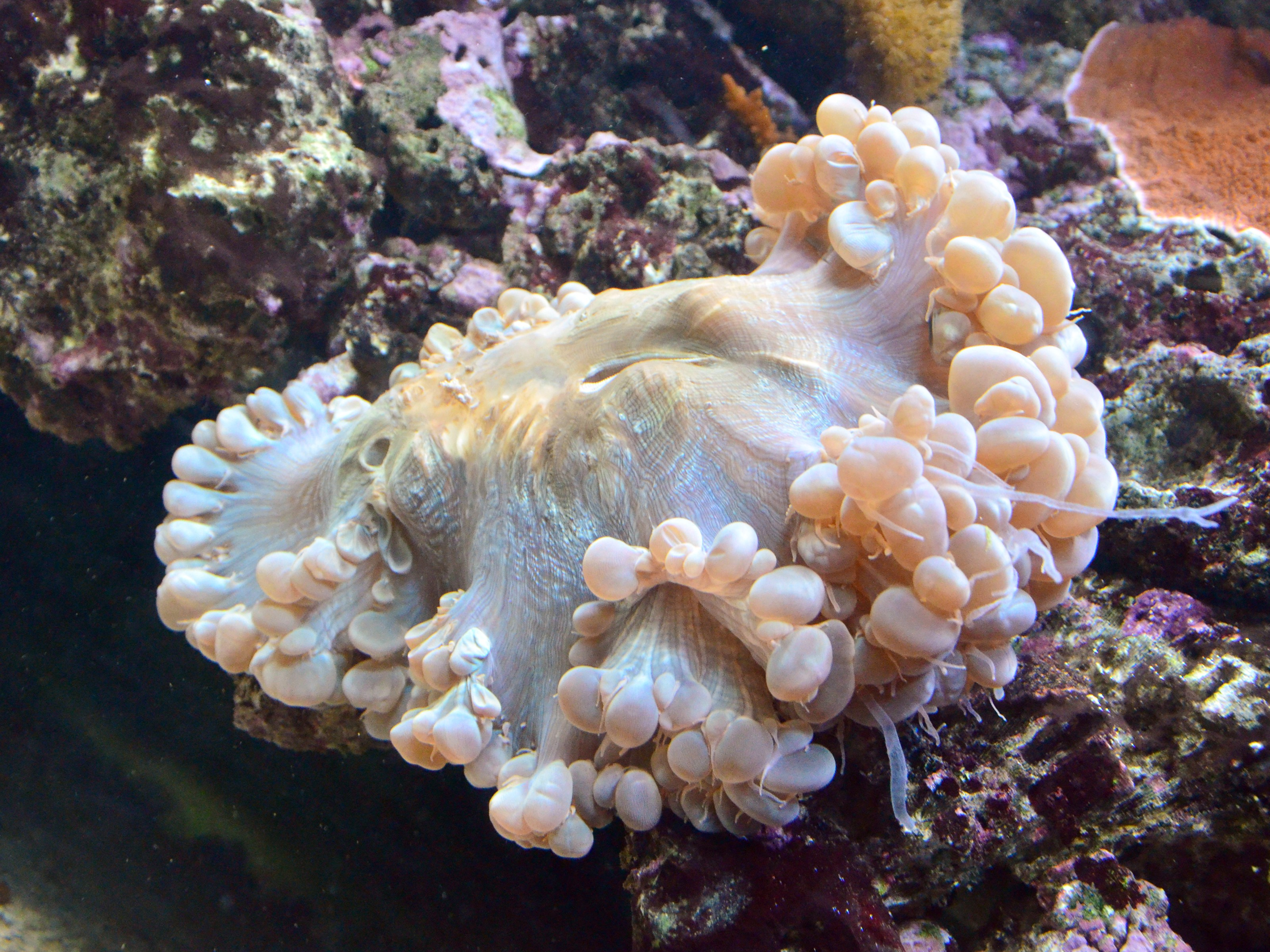
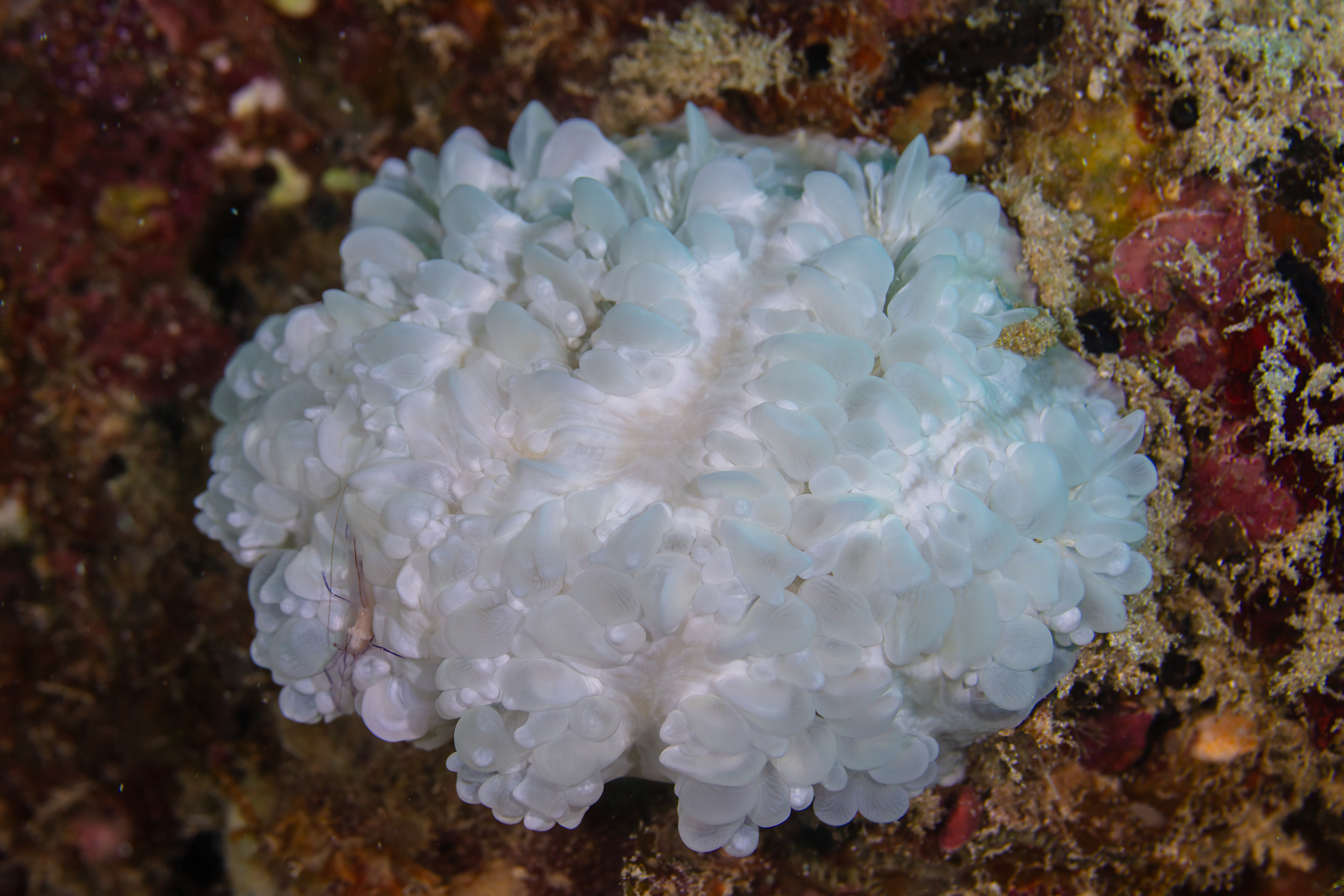
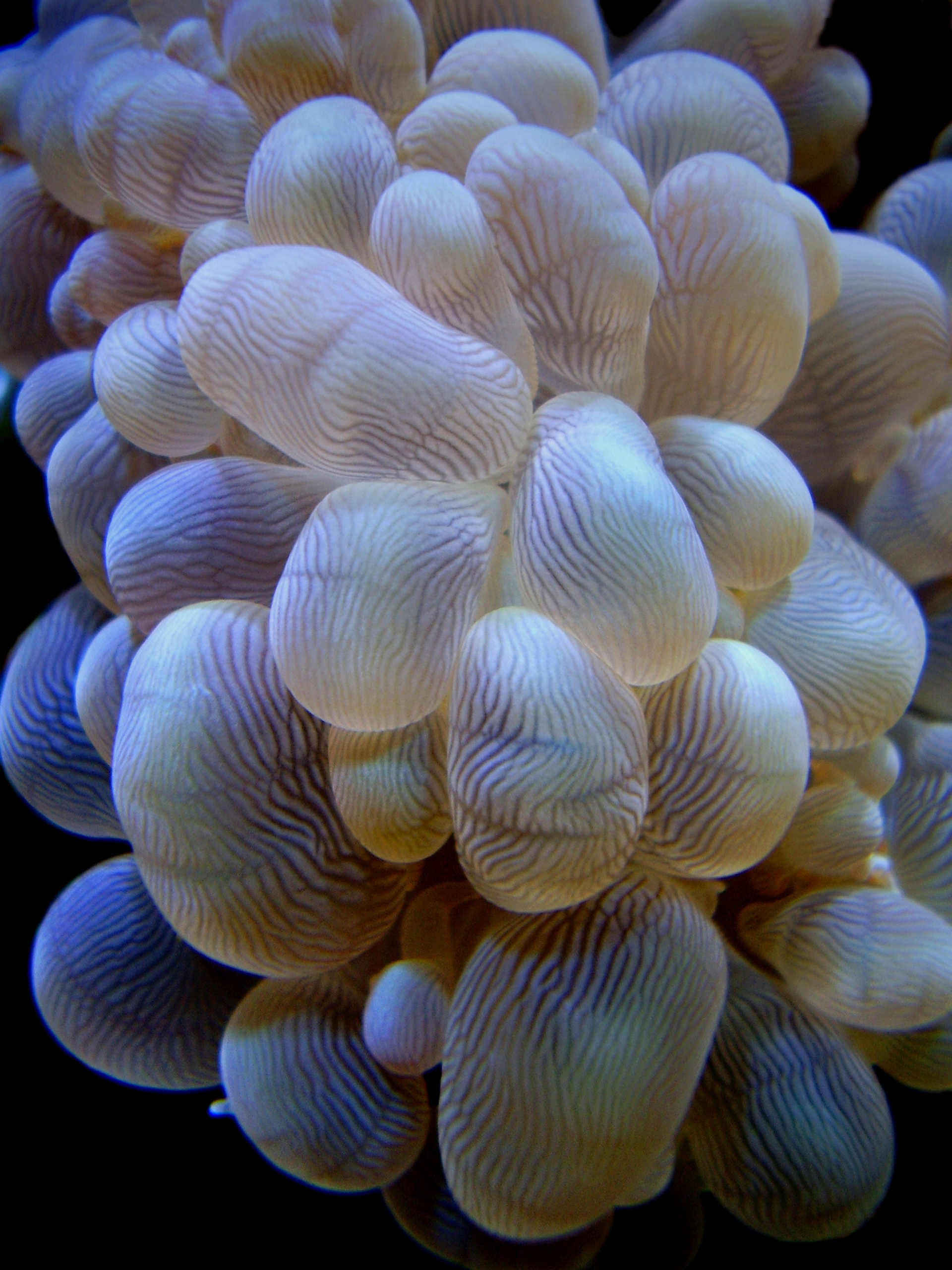
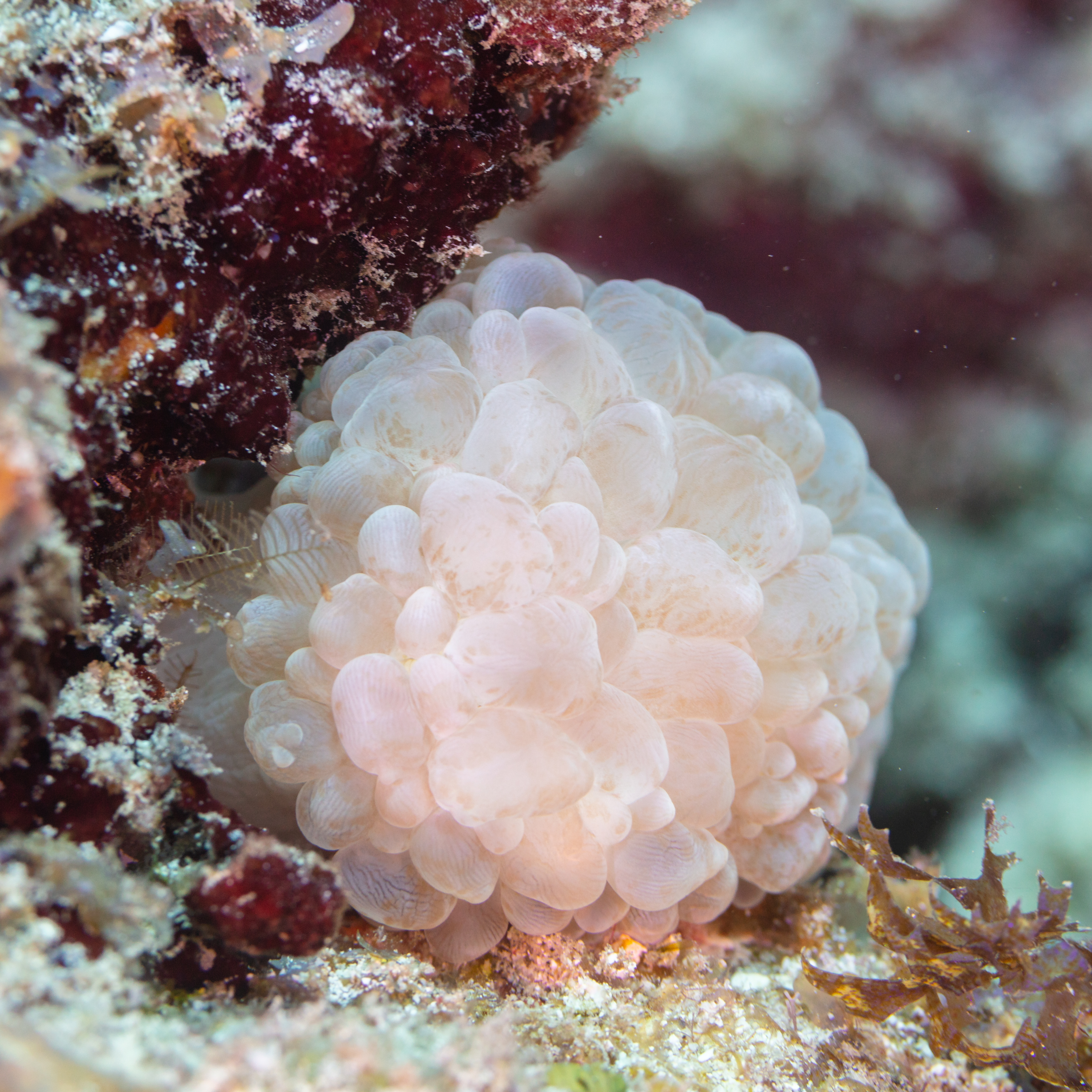